# Hestina aporina
Hestina aporina är en fjärilsart som beskrevs av Johannes Karl Max Röber 1927. Hestina aporina ingår i släktet Hestina och familjen praktfjärilar. Inga underarter finns listade i Catalogue of Life.